# Lacapelle-Cabanac
Lacapelle-Cabanac – miejscowość i gmina we Francji, w regionie Oksytania, w departamencie Lot.
Według danych na rok 1990 gminę zamieszkiwało 179 osób, a gęstość zaludnienia wynosiła 22 osób/km² (wśród 3020 gmin regionu Midi-Pireneje Lacapelle-Cabanac plasuje się na 884. miejscu pod względem liczby ludności, natomiast pod względem powierzchni na miejscu 1235.).